# Illiers-l’Évêque
Illiers-l’Évêque – miejscowość i gmina we Francji, w regionie Normandia, w departamencie Eure.
Według danych na rok 1990 gminę zamieszkiwały 734 osoby, a gęstość zaludnienia wynosiła 36 osób/km² (wśród 1421 gmin Górnej Normandii Illiers-l’Évêque plasuje się na 325 miejscu pod względem liczby ludności, natomiast pod względem powierzchni na miejscu 50).